# Bella e strega
Bella e strega è il sedicesimo album di Drupi, pubblicato nel 1997.
Il disco fu l'unico di Drupi pubblicato per l'etichetta Tring e vede ancora la collaborazione con Larry Dunn il quale, oltre a produrlo, scrive due dei brani presenti nell'album.

## Tracce
1. Mee Humm – 4:50 (Drupi-Larry Dunn-Luisa Dunn)
2. Bella e strega – 3:42 (Drupi-A. Gennari)
3. Portami fuori – 3:35 (Drupi-Dorina Dato)
4. Pericolo – 4:00 (Drupi-D. Dato)
5. Bella come te – 4:30 (Drupi-D. Dato)
6. Be careful – 4:40 (Larry Dunn-Luisa Dunn)
7. Tirare un filo – 5:00 (Drupi-D. Dato)
8. Dammi una mano – 5:00 (Drupi-D. Dato)
9. No io no – 3:40 (Drupi-Silvio Negroni-Gianni Farè)

## Musicisti
- Chitarra: Jorge Evans, Sheldon Reynoid e Nils Jiptner
- Basso: Alphonso Johnson, Leon Johnson e Bobby Watson
- Batteria: Vinnie Colaiuta, Steven Dunn, N'dugu Chancler e George Nishigomi
- Tastiera: Larry Dunn
- Percussioni: Remi Kabaka
- Saxophone: Ronnie Laws
- Cori: Dorina Dato, Luisa Dunn, Carla Collins, Jeffrey Perry, Gerald M. Couley, Darryl Finnesee, Margi Coleman, Damie Satterfield e Stefan Patterson
- Arrangiamenti e produzione: Larry e Luisa Dunn